# Rotsjön (naturreservat)
Rotsjön är ett naturreservat i Bollnäs kommun i Gävleborgs län.
Området är naturskyddat sedan 2016 och är 11,5 hektar stort. Reservatet omfattar östra delen av Rotsjön och natur öster därom och består av  naturskogsartad gran- och barrblandskog med grova granar. Reservat fortsätter i söder med ett område i Falu kommun och reservatet Rotsjöns naturreservat i Dalarnas län